# Conte di Cervera
Il titolo di conte di Cervera (in spagnolo, conde de Cervera) è un antico titolo creato dal re Pietro IV di Aragona ed è uno dei titoli tradizionalmente vincolati all'erede al trono di Spagna.

## Storia
Il titolo di conte di Cervera venne creato il 27 gennaio 1353 dal re Pietro IV di Aragona per suo figlio Giovanni. Questo titolo, proprio della Corona d'Aragona, era sempre unito a quello di principe di Girona. Il 21 gennaio 1977, il titolo di conte di Cervera è stato conferito a Felipe di Spagna mediante regio decreto 54/1977, pubblicato sulla gazzetta ufficiale il giorno successivo. In seguito alla nomina a re di Felipe, il titolo è stato concesso a Leonor di Borbone-Spagna, erede al trono spagnolo.